# Tempio Canoviano
La chiesa arcipretale della Santissima Trinità, comunemente nota come tempio Canoviano, è la parrocchiale di Possagno, in provincia e diocesi di Treviso; fa parte del vicariato di Asolo.
L'edificio, in stile neoclassico, fu progettato all'inizio dell'Ottocento dal celebre scultore e pittore Antonio Canova.
In posizione discosta e sopraelevata rispetto al centro abitato, sorge ai piedi del col Draga a 342 metri sul livello del mare.

## Storia
All'inizio dell'Ottocento la vecchia parrocchiale di Possagno necessitava di urgenti restauri e Canova, originario del paese, era stato più volte invitato dalla comunità a finanziarne le spese. Già prima del 1812 l'architetto aveva proposto di ricostruire la chiesa e ne aveva presentato un progetto, tuttavia i capifamiglia furono riluttanti a sostenere gli ingenti costi.
In una lettera del 5 agosto 1818, inviata all'amico Giannantonio Selva, Canova dichiarava di essersi deciso a ricostruire la chiesa di Possagno completamente a sue spese. L'idea era quella di realizzare un grandioso edificio circolare dotato di pronao, richiamo al Pantheon di Roma, ma con colonne doriche, come il Partenone di Atene. Commissionò a Pietro Bosio i disegni dell'edificio, i quali furono poi sottoposti alla supervisione dei colleghi dell'Accademia di San Luca e dello stesso Selva. Morto quest'ultimo nel gennaio 1819, Canova trovò il sostegno di Antonio Diedo.
L'11 luglio di quell'anno i possagnesi in festa accolsero il compaesano per la posa della prima pietra. La direzione dei lavori fu affidata a suo cugino Giovanni Zardo detto "Fantolin".
Il Canova non riuscì a vedere la sua opera conclusa poiché morì il 13 ottobre 1822; i lavori, in base al suo testamento, furono affidati al fratellastro Giovanni Battista Sartori. Negli anni successivi il progetto originario subì qualche modifica, anche per far posto al gruppo della Pietà e alla tomba dell'artista.
Finalmente, nel 1830, il tempio venne concluso e il 7 maggio 1832 venne solennemente consacrato dallo stesso Sartori, nel frattempo divenuto vescovo. L'intitolazione alla Trinità non è casuale, ma fa riferimento alla pala dell'altare maggiore dipinta dallo stesso Canova per la vecchia parrocchiale.

## Descrizione

### Architettura

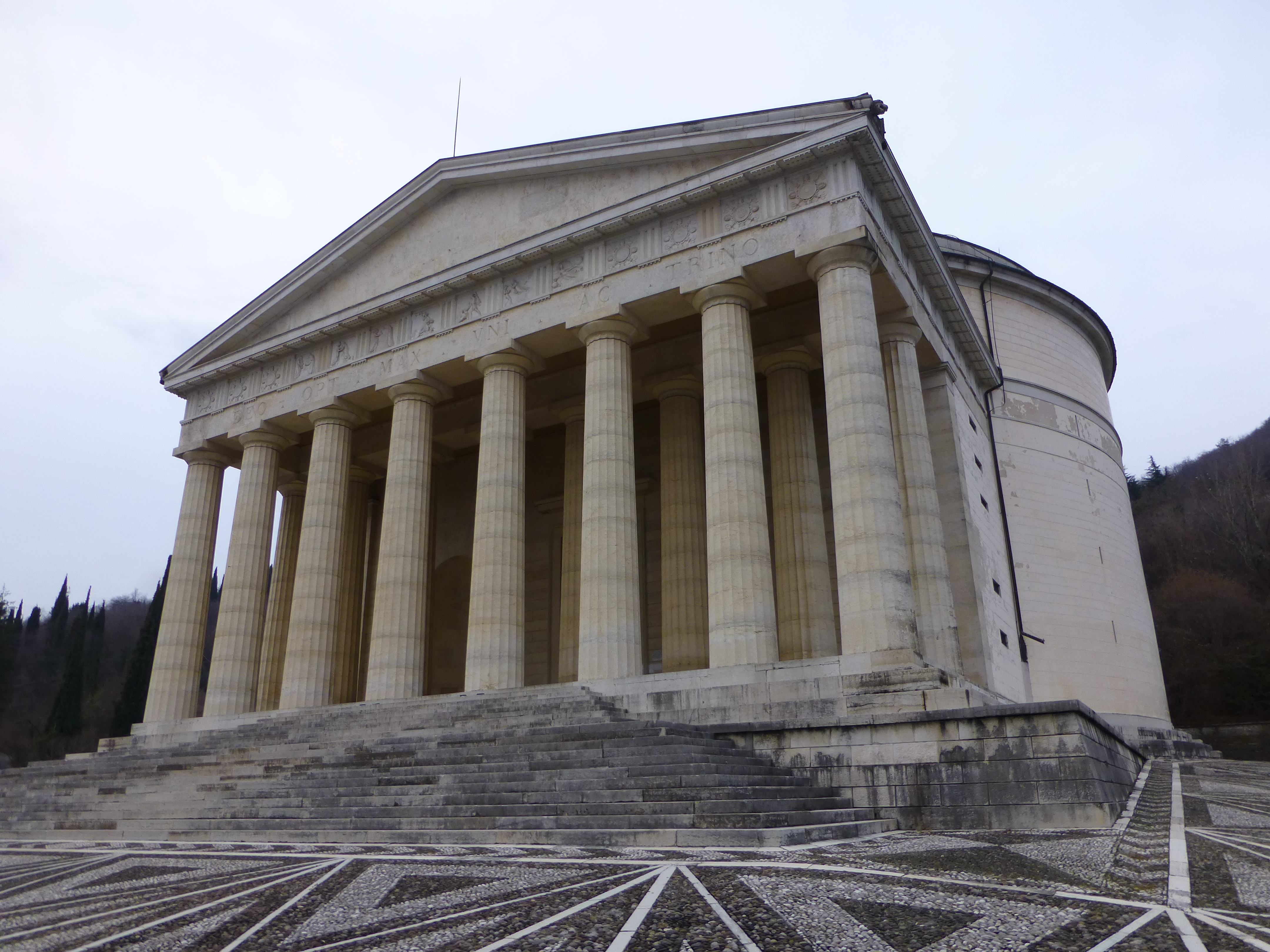
Il pronao

Nel tempio si riconoscono tre distinguibili linguaggi architettonici: sul colonnato lo stile greco, ad ispirazione del Partenone ateniese, mentre il corpo centrale ricorda il Pantheon romano e l'abside con l'altare maggiore è la parte di una chiesa cristiana. Così Canova canta la grandezza di tre civiltà che eccellono nell'arte: l'arte cristiana, l'arte romana e l'arte greca.
Canova «aveva deciso di spendere tutto il suo patrimonio per la costruzione del Tempio e chiedeva ai concittadini soltanto la somministrazione di calce, mavieri [sassi] e sabbione, la popolazione offrì di lavorare di sera e di festa».

### Dimensioni
| Parametro                           | Misura   |
| ----------------------------------- | -------- |
| Larghezza del pronao                | 27.816 m |
| Diametro esterno                    | 35.763 m |
| Diametro interno                    | 27.816 m |
| Altezza interna della cupola        | 27.816 m |
| Altezza delle colonne               | 10.14 m  |
| Diametro delle colonne alla base    | 1.69 m   |
| Diametro delle colonne alla sommità | 1.337 m  |

### Esterno
La costruzione si trova a 70 metri sopra Possagno, paese natale del Canova.
Il pronao esterno del Tempio ha pari larghezza al diametro interno della chiesa e la sua profondità corrisponde ad un terzo del diametro stesso.
L'architrave è sostenuto da otto colonne di ordine dorico ed è decorato con sette metope realizzate da allievi di Antonio Canova.
Il frontone porta scolpite le parole latine DEO OPT MAX UNI AC TRINO: "Tempio dedicato a Dio ottimo e massimo, uno e trino".

### Interno

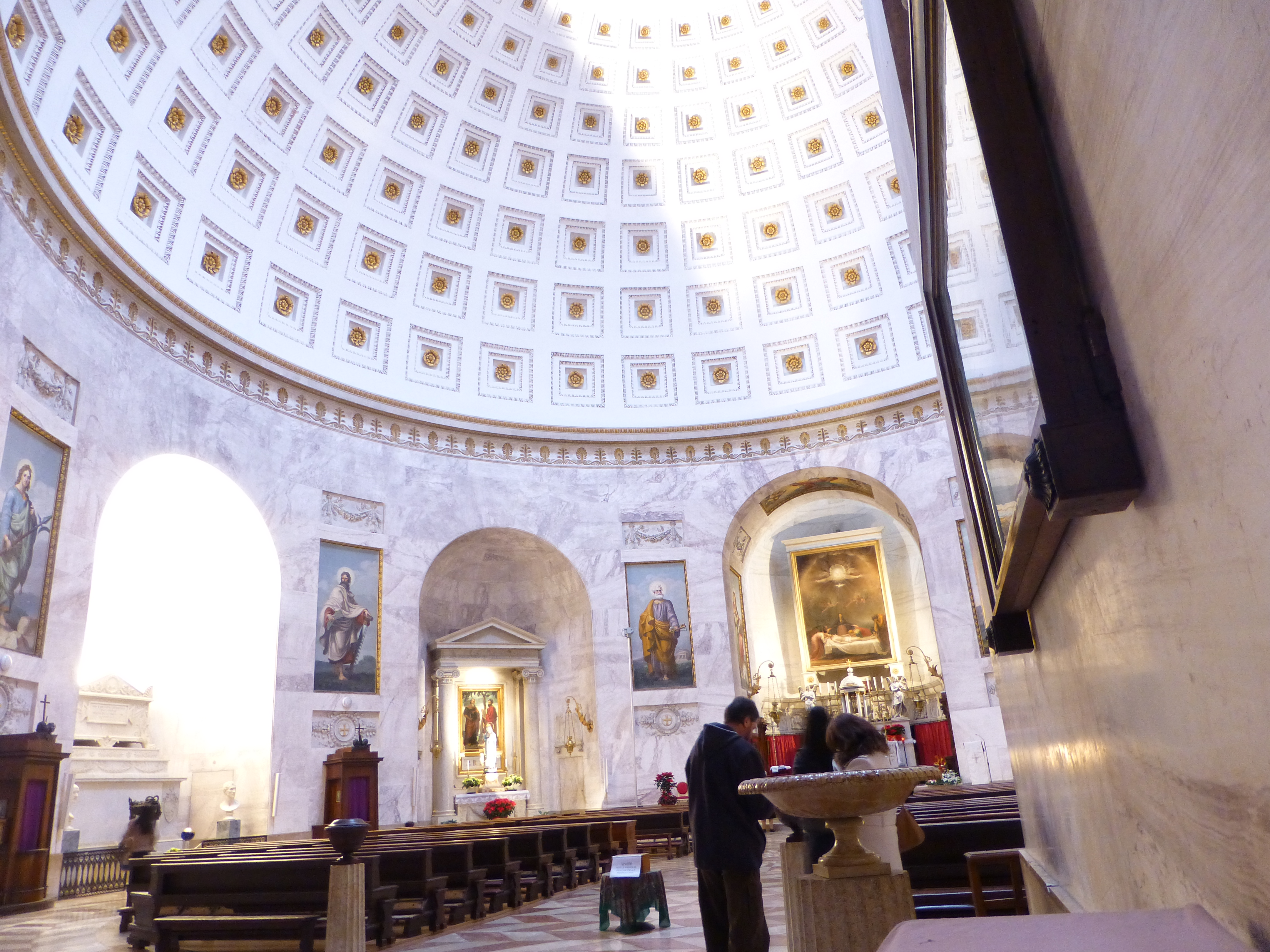
Interno

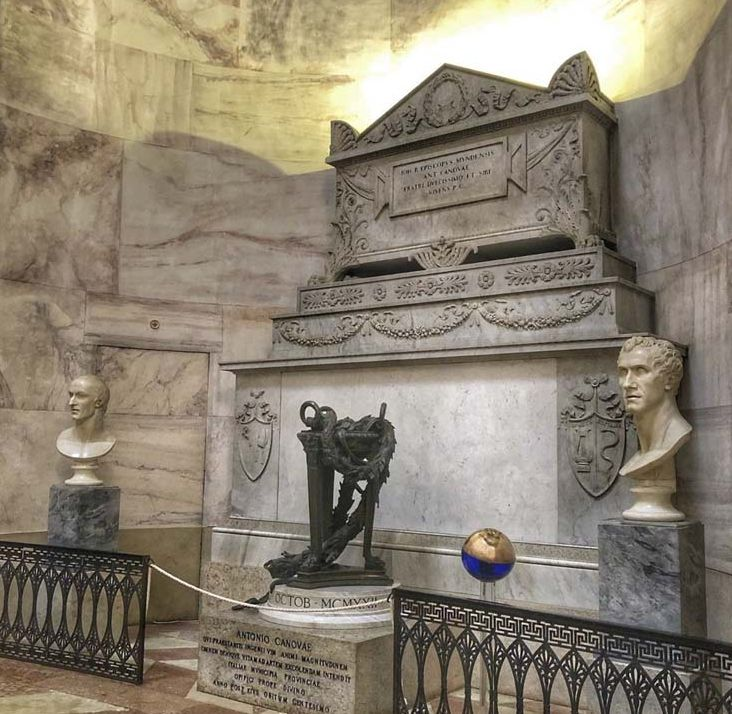
Tomba di Antonio Canova.

La cupola è divisa in sette file di 32 cassettoni ognuno con un rosone dorato al centro, e questi sono di 14 tipi diversi. L'occhio della cupola, chiave di volta della stessa, ha un diametro di 5,33 metri.
A destra dell'entrata si trova l'altare di San Francesco da Paola sormontato da una tela di Paolo De Matteis. Ai lati vi sono metope del Canova che rappresentano la Creazione e la Spirazione dell'anima. Nella nicchia di destra è presente la Pietà che Canova modellò in gesso, ma che non riuscì a scolpire in marmo e venne poi fusa in bronzo da Bartolomeo Ferrari. Al centro dietro l'altare maggiore si trova il dipinto di Canova Deposizione del Cristo dalla Croce. Nella nicchia di sinistra si trova la tomba in cui riposano Antonio Canova e il fratellastro Giovanni Battista Sartori. A fianco della tomba, sulla destra, è collocato un autoritratto in marmo dell'artista.
Altre tele:
- Gesù nell'orto (Palma il Giovane)
- Stendardo della Madonna della Misericordia (Moretto)
- Madonna tra santi con Bambino in gloria (Andrea Vicentino).

### Organo a canne
L'organo a canne è posto dietro la pala dell'altare maggiore. L'organo, a due tastiere e pedaliera, è frutto di un ampliamento di Malvestio del 1900 di un organo del 1830 di Antonio Callido, figlio di Gaetano Callido, originariamente collocato nell'attuale nicchia della Pietà.
| Prima tastiera - Grand'Organo |        |
| Principale                    | 16'    |
| Principale                    | 8'     |
| Dulciana                      | 8'     |
| Flauto                        | 8'     |
| Flautino                      | 4'     |
| Unda Maris                    | 8'     |
| Ottava                        | 4'     |
| Duodecima                     | 2.2/3' |
| Decimaquinta                  | 2'     |
| Ripieno                       | 4 file |
| Tromba                        | 8'     |

| Seconda tastiera - Positivo |        |
| Principale                  | 8'     |
| Gamba                       | 8'     |
| Flauto                      | 8'     |
| Flauto                      | 4'     |
| Eolina                      | 8'     |
| Ottava                      | 4'     |
| Decimaquinta                | 2'     |
| Ripieno                     | 2 file |
| Oboe                        | 8'     |

| Pedale       |        |
| Violoncello  | 8'     |
| Subbasso     | 16'    |
| Contrabbasso | 16'    |
| Gran Quinta  | 5.1/3' |
| Ottava       | 8'     |